# Castillo de Benalí
El castillo de Benalí se sitúa en el término municipal de Ahín en la provincia de Castellón. Se trata de una fortificación medieval de origen musulmán y tipo montano.

## Descripción
Se trata de un castillo de planta irregular y dispersa, el cual cuenta con varios recintos amurallados. Al exterior disponía de una torre auxiliar barbacana y en su interior las dependencias, aljibes, etc, destacando la torre del homenaje con forma cilíndrica, la cual contaba con foso y puente levadizo.